# 17-й Северокаролинский пехотный полк
17-й Северокаролинский пехотный полк (17th North Carolina Infantry) представлял собой один из пехотных полков армии Конфедерации во время Гражданской войны в США. Полк был полностью взят в плен в августе 1861 года и по этой причине пропустил часть войны, однако принял участие в последних сражениях 1864 и 1865 годов, и сдался вместе с Теннессийской армией в Беннет-Плейс.

## Первое формирование
При своём первом формировании весной 1861 года полк назывался «7-й северокаролинский добровольческий» (не путать с 7-м Северокаролинским пехотным). Его роты были набраны в округах Поскотанк, Эджкомб, Хертфорд, Берти, Карритак и Бьюфорт на северо-востоке Северной Каролины. Из-за критической ситуации на побережье эти роты не сводили в полк в специальном лагере, а по одной перебрасывали по побережью.
Командиром полка стал полковник Уильям Мартин, подполковником — Джордж Джонсон, майором — Генри Джиллиам.

## Боевой путь
В августе 1861 года роты полка были распределены по побережью около острова Гаттерас. 27 августа у берегов Северной Каролины появилась экспедиция Батлера. Роты Washington Greys, Tar River Boys, Hertford Light Infantry, и Morris Guards были сразу переброшены из Орегон-Инлет в Форт-Гаттерас. Они прибыли вечером 28 августа, уже после завершения боёв того дня. 29 августа федеральный флот возобновил бомбардировку, открыв огонь дальнобойными орудиями с позиций, недосягаемых для 32-фунтовых орудий форта. В полдень 29 августа гарнизон форта Гаттерас сдался. В плен попали все роты, кроме двух, стоявших в форте Бэртоу на острове Роанок. Чуть позже генерал Бернсайд атаковал Роанок, но две роты полка (John Harney Guards и State Guards ) в форте Бэртоу (под командованием капитана Феаринга и лейтенанта Эллиота) отбили атаку флота и сдались только после того, как федералы высадили на острове десант.
После боев за форт Гаттерас уцелели только две роты (Roanoke Guards и Hamilton Guards, 49 человек), которые переправились с острова на материк и впоследствии были включены в 31-й Северокаролинский пехотный полк, сформировав в нём роту С. Ещё некоторые уцелевшие рядовые также перешли в этот полк в роту G.
Попавшие в плен 6 рот были переправлены в Нью-Йорк на борту корабля USS Minnesota. Офицеры полка были отправлены в форт Коламбус, а рядовые — в Касл-Уильям на Говернорс-Айленд. Из-за плохих условий проживания они были в ноябре переправлены в Форт-Уоррен в бостонской гавани. Все пленные были условно освобождены в начале мая, а все рядовые были впоследствии освобождены по обмену 20 февраля 1862 года. После освобождения у пяти рот истекли сроки службы и они были распущены в марте-апреле. Шестая рота (Independent Greys, 61 чел.) была переведена в роту В 32-го Северокаролинского полка.
Две роты, попавшие в плен на острове Роанок, были условно освобождены почти сразу, но их полное освобождение произошло только в августе 1862 года. Они остались в армии как независимые роты. Рота State Guards была расформирована 4 марта 1863 года, а рота John Harvey Guards была расформирована 1 мая 1863 года